# Ctenoneura misera
Ctenoneura misera är en kackerlacksart som beskrevs av Bei-Bienko 1969. Ctenoneura misera ingår i släktet Ctenoneura och familjen Polyphagidae. Inga underarter finns listade i Catalogue of Life.